# Chambre algérienne de commerce et d'industrie
 (décembre 2018).
Si vous disposez d'ouvrages ou d'articles de référence ou si vous connaissez des sites web de qualité traitant du thème abordé ici, merci de compléter l'article en donnant les références utiles à sa vérifiabilité et en les liant à la section « Notes et références ».
La Chambre algérienne de commerce et d'industrie (CACI) est une institution représentant les intérêts généraux des secteurs du commerce, de l’industrie et des services. La CACI est un établissement public à caractère industriel et commercial sous la tutelle du ministère du Commerce. Le siège de la CACI est situé à Alger.

## Missions
Représenter et défendre les intérêts des entreprises algériennes auprès des pouvoirs publics algériens, des instances internationales. 
Elle participe aux délibérations de nombreux organismes nationaux de concertation à vocation économique et sociale.
Elle joue ainsi pleinement son rôle de corps intermédiaire à vocation économique pour promouvoir le développement des entreprises et des territoires.
Les prises de position de CACI sont transmises aux pouvoirs publics. Ses travaux d'analyse et de prospective donnent lieu à des publications régulières.
Apporter appui et conseil aux CCI dans leurs activités et assurer la synthèse de leurs propositions sur les moyens d'accroître la prospérité de l'industrie, du commerce et des services.
La CACI a également pour ambition de faciliter la mise en commun des bonnes pratiques et l'échange d'expériences afin d'accroître l'homogénéité et la qualité des prestations sur l'ensemble du territoire. Elle est à l'origine de la constitution de centres de ressources et anime des réseaux techniques d'appui aux entreprises fédérant les actions de l'ensemble des CCI, en lien avec les grands domaines d'activité économique et les préoccupations des entreprises.

## Annexe